# Mon cher enfant
Pour plus de détails, voir Fiche technique et Distribution.
Mon cher enfant (arabe : ولدي, soit Weldi) est un film franco-belgo-tuniso-qatari réalisé et scénarisé par Mohamed Ben Attia, sorti en 2018.

## Synopsis
Dans une famille tunisienne de la classe moyenne, il y a le père, Riadh, cariste proche de la retraite au port de Tunis, la mère peu loquace enseigne l'arabe, Nazli, et un grand adolescent, Sami. Ce dernier, qui s'apprête à passer le baccalauréat, disparaît un jour sans laisser de traces.

## Fiche technique
- Titre original : ولدي
- Titre français : Mon cher enfant
- Réalisation : Mohamed Ben Attia
- Assistante-réalisatrice : Caroline Tambour
- Scénario : Mohamed Ben Attia
- Producteurs : Lina Chaabane, Dora Bouchoucha, Luc et Jean-Pierre Dardenne, Nadim Cheikhrouha
- Décors : Fatma Madani
- Montage : Nadia Ben Rachid
- Musique : Omar Aloulou
- Directeur de la photographie : Frédéric Noirhomme
- Son : Ludiovic Escallier
- Sociétés de production : Nomadis Images, Les Films du Fleuve, Tanit Films
- Sociétés de distribution : BAC Films (France), Luxbox (ventes internationales)
- Langue : arabe et français
- Genre : drame
- Durée : 104 minutes
- Tournage : Tunis et Turquie
- Dates de sortie : 
  - Présenté à Cannes le 13 mai 2018
  - France : 14 novembre 2018

## Distribution
- Mohamed Drif : Riadh, le père de Sami, cariste au port de Tunis, proche de la retraite
- Mouna Mejri : Nazli, la mère de Sami
- Zakaria Ben Ayed : Sami, le fils grand adolescent de Riadh et de Nazli
- Imen Cherif : Sameh, la collègue de travail de Riadh
- Taylan Mitas : le passeur turc
- Tarik Kopty : le vieux Turc